# Heterometra flora
Heterometra flora is een haarster uit de familie Himerometridae.
De wetenschappelijke naam van de soort werd in 1913 gepubliceerd door Austin Hobart Clark.